# St. Laurent (Manitoba)
St. Laurent es un municipio rural canadiense situado en la provincia de Manitoba.

## Superficie
St. Laurent tiene una superficie de 480,15 km².

## Demografía
En 2021, tenía 1542 habitantes, una densidad poblacional de 3,2 hab./km², y 1260 viviendas.